# Hippichthys cyanospilos
Espèce
Hippichthys cyanospilos, communément nommé Poisson-tuyau ou syngnathe à points bleus, est une espèce de poisson osseux de petite taille appartenant à la famille des Syngnathidae, natif du Bassin Indo-Pacifique. 

## Description
Le syngnathe à points bleus est un poisson de petite taille qui peut atteindre une longueur maximale de 16 cm.
Sa tête est dans la continuité du corps. Le museau est effilé et de longueur moyenne. Le corps possède un aspect quelque peu anguleux du fait de la présence de quatre lignes de crêtes longitudinales discontinues réparties sur la face dorsale et ventrale. La nageoire caudale est réduite et étroite.
La coloration du corps de l'animal peut aller du jaune au beige en passant par le noir. La teinte peut être unie, tachetée ou marbré de blanc, de jaune ou de bleu clair. 
La nageoire dorsale est généralement blanchâtre avec de multiples petits points noirs.

## Distribution & habitat
Le syngnathe à points bleus est présent dans les eaux tropicales et subtropicales du Bassin Indo-Pacifique soit
des côtes orientales de l'Afrique, Mer Rouge incluse, jusqu'aux Iles Fidji et Philippines et des iles méridionales du Japon aux côtes nord de l'Australie,,.
Le syngnathe à points bleus affectionne les eaux peu profondes des estuaires des petits cours d'eau côtiers et les mangroves,.

## Biologie
Le syngnathe à points bleus se nourrit de crustacés planctoniques.
Il est ovovivipare et c'est le mâle qui couve les œufs dans sa poche incubatrice ventrale. Cette dernière comporte des villosités riches en capillaires qui entourent chaque œuf fécondé créant une sorte de placenta alimentant les embryons. Parvenus à terme, les petits seront expulsés de la poche et évolueront de manière totalement autonome.